# Озброєний доглядовий пароплав

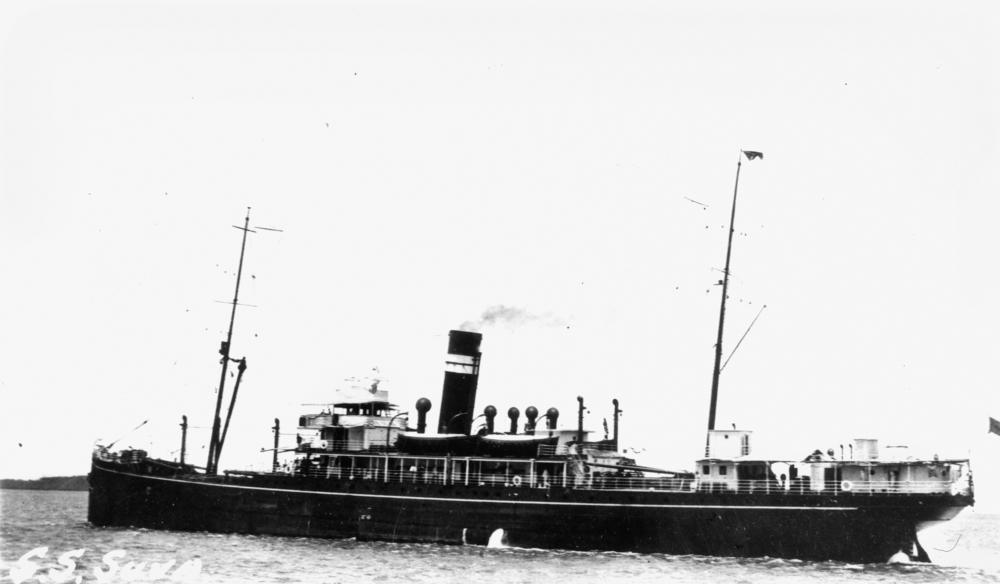
HMS Suva в 1919.

Озброєний доглядовий пароплав (англ. armed boarding steamer) (також використовувався термін «озброєний доглядовий корабель», або «озброєне доглядове судно») — цивільне судно, що під час Першої світової війни було перетворено у військовий корабель Британського Королівського флоту.  Озброєні доглядові пароплави забезпечували морську блокаду шляхом перехоплення і проведення догляду іноземних суден. Доглядові партії інспектували іноземне судно, щоб визначити, чи слід його затримати та відправити його в порт у випадку наявності підозрілих чи заборонених вантажів, або дозволити йому рухатись за маршрутом.

## Поява
На 28 вересня 1914 року адмірал Джон Джелліко, командувач Великого Флоту, надіслав телеграму, в якій він вказав, що йому не вистачало есмінців, щоб забезпечити дієвість блокади. Крім того, штормова погода часто унеможливлювала дії есмінців у відкритому морі. Хоча Джеліко не згадував про це, після втрати 22 вересня трьох крейсерів після атаки німецького підводного човна, він явно не хотів залучати великі кораблі до огляду іноземних суден, перетворюючи їх таким чином на нерухому мішень для підводних човнів.
Перший запит був на 12 суден, які повинні бути спроможними забезпечувати швидкість 12-14 вузлів, мати запас вугілля не менш як на п'яти днів на морі, радіо та човни, призначеної для посадки доглядових груп. Кожен озброєний доглядовий пароплав повинен був нести дві 3-фунтових гармати (47мм/Л50), і перебувати під командою офіцера Королівського флоту. Ці 12 суден були реквізовані в жовтні і їх підготовка завершилась до кінця листопада. Пізніше їх посилили додатковою кількістю суден.
ВМС виявили, що пасажирські судна, призначені для перевезень через Ла-Манш, були особливо придатними для виконання відповідних функцій завдяки їх великої вантажомісткості. У міру зростання досвіду застосування озброєних доглядових пароплавів, вони отримали більш серйозне озброєння. Усвідомлення цієї необхідності стало результатом потоплення озброєного доглядового пароплава" «Ремсі» 8 серпня 1915 року німецьким допоміжним крейсером «Метеор». Зокрема командування флоту хотіло озброїти доглядові пароплави застарілими 14 дюймовими торпедними апаратами, і сучасними 4" (102 мм) гарматами. «Метеор» потопив "Ремсі «, використовуючи одночасно торпеди, і дві 88 мм (3.5») гармати.
ВМС також використовували озброєні доглядові пароплави, оснащенні глибинними бомбами для захисту конвоїв від атак субмарин, а у Середземному морі також як транспорти.